# Vierschanzentournee 1962/63
Bei der 11. Vierschanzentournee 1962/63 fand das Springen in Oberstdorf am 28. Dezember statt, am 30. Dezember das Springen in Innsbruck und am 1. Januar das Springen in Garmisch-Partenkirchen. Die Veranstaltung in Bischofshofen wurde am 6. Januar durchgeführt. Mit dem bis dato größten Vorsprung von 51 Punkten gewann der Norweger Toralf Engan die elfte Ausgabe der Tournee. Erstmals nahmen Springer aus den Vereinigten Staaten an der Tournee teil.

## Eklat in Oberstdorf
Trotz der Düsseldorfer Beschlüsse der Bundesregierung vom August 1961, die noch bei der 10. Tournee 1961/62 einen Start der DDR-Springer auf den Schanzen in Oberstdorf und Garmisch verhinderten, hatte die DDR ein Aufgebot mit Helmut Recknagel, Peter Lesser, Dieter Bockeloh, Veit Kührt, Kurt Schramm und Johannes Riedel für die Tournee nominiert. Die geschah nicht in provokatorischer Absicht, sondern nach Darstellung der DDR-Seite auf Einladung der Veranstalter, die nicht auf die sportliche Klasse der DDR-Athleten verzichten wollten. Noch war allen die vorjährige Tournee in Erinnerung, bei der der Olympiasieger von 1960, dreifache Tourgewinner und nunmehr aktuelle Weltmeister von Zakopane, Recknagel nicht auf allen vier Bakken starten konnte. Diese Blöße wollte man sich nicht wieder geben und versicherte im Vorfeld mehrfach, das dem Start der DDR-Springer nichts im Wege stünde. Die bundesdeutsche Sportführung schlug einen Kompromiss vor, der letztlich im bundesdeutschen Innenministerium nicht verfing. Der internationale Charakter der Tour wurde schon im Vorfeld betont und schlussendlich auch mit der FIS ein internationaler Ausrichter dieses internationalen Wettbewerbs ins Felde geführt. Da sich die Düsseldorfer Beschlüsse nur auf deutsch-deutsche Vergleiche bezogen, hoffte man, mit dieser Lesart die Teilnahme der Recknagel und Co. gewährleisten zu können. Auch von DDR-Seite wurde alles, was nur den Hauch einer Provokation haben könnte, unterlassen. War man 1959 im sogenannten Flaggenstreit noch stur, so akzeptierte man diesmal klaglos Schwarz-Rot-Gold mit den olympischen Ringen als Teilnehmerflagge. Der Eklat fand dann unmittelbar vor dem Beginn des Auftaktspringens statt. Über den Auslöser ist sich die Literatur bis heute uneinig. Wohlmeinende Veröffentlichungen schreiben es einem „Dorfpolizisten“ zu, der in Oberstdorf Sportler mit DDR-Emblem entdeckte und daraufhin das Sprungverbot in Gang setzte. Kritischere Veröffentlichungen abseits der zeternden DDR-Presse sahen aber eher das Bonner Innenministerium in der Verantwortung. Letzten Endes mussten die Springer aus der DDR die Schanze wieder verlassen, fuhren aber demonstrativ den Sprunghang hinunter. Auch die Reise zum nächsten Austragungsort Innsbruck gestaltete sich anschließend schwierig. Zwar akzeptierte Österreich die Pässe von DDR-Bürgern schon seit geraumer Zeit, die bundesdeutsche Seite allerdings nicht. Nur nach deutlichem Insistieren der österreichischen Seite wurde der DDR-Mannschaft der Grenzübertritt ohne die sonst notwendigen Allied Travel Passports genehmigt.

## Nominierte Athleten
| Nation             | Athleten |
| ------------------ | --- |
| BR Deutschland     | Max Bolkart, Helmut Kurz, Georg Thoma, Helmut Wegscheider, Wolfgang Happle, Alois Haberstock, Heini Ihle, Wolfgang Schüller, Hias Winkler, Josef Schiffner, Bernd Moderegger, Günther Göllner                                                                                               |
| DDR                | Helmut Recknagel, Veit Kührt, Kurt Schramm, Peter Lesser, Dieter Bokeloh, Johannes Riedel |
| Österreich         | Willi Egger, Peter Müller, Baldur Preiml, Willi Köstinger, Sepp Lichtenegger, Waldemar Heigenhauser, Walter Habersatter, Ernst Kopp, Walter Steinegger, Max Golser, Gerhard Niederhammer, Horst Moser, Rudi Schweinberger, Herbert Schiffner, Fritz Gamweger, Willy Schuster, Helmut Rauter |
| Finnland           | Juhani Kärkinen, Pekka Yli-Niemi, Niilo Halonen |
| Jugoslawien        | Božo Jemc, Ludvik Zajc, Miro Oman, Andrej Nahtigal |
| Italien            | Giacomo Aimoni, Bruno De Zordo, Agostino De Zordo |
| Norwegen           | Toralf Engan, Torgeir Brandtzæg, Torbjørn Yggeseth, Jan Petter Devor |
| Polen              | Andrzej Sztolf, Andrzej Kocyan, Antoni Łaciak, Gustaw Bujok, Jan Pezda, Władysław Tajner |
| Schweden           | Olle Martinsson, Rolf Strandberg, Bengt Eriksson |
| Schweiz            | Toni Cecchinato, Ueli Scheidegger, Heribert Schmid |
| Sowjetunion        | Nikolai Andrejewitsch Kamenski, Nikolai Schamow, Koba Zakadse, Alexander Iwannikow |
| Tschechoslowakei   | Josef Matouš, Jiří Raška, Dalibor Motejlek |
| Ungarn             | Endre Kiss, Tamás Sudár, László Csávás, Janos Horvath |
| Vereinigte Staaten | John Balfanz, Ralph Semb, Paul Johnson, John Bawer, Roger Dion |

## Oberstdorf
- Datum: 28. Dezember 1962[1]
- Land:  BR Deutschland
- Schanze: Schattenbergschanze

| Pos. | Springer           | Land               | Punkte |
| ---- | ------------------ | ------------------ | ------ |
| 01   | Toralf Engan       | Norwegen           | 214,2  |
| 02   | Max Bolkart        | BR Deutschland     | 199,3  |
| 03   | Torbjørn Yggeseth  | Norwegen           | 194,6  |
| 04   | Heini Ihle         | BR Deutschland     | 193,6  |
| 05   | Willy Egger        | Österreich         | 191,6  |
| 06   | Georg Thoma        | BR Deutschland     | 185,3  |
| 07   | John Balfanz       | Vereinigte Staaten | 182,7  |
| 08   | Torgeir Brandtzaeg | Norwegen           | 182,3  |
| 09   | Niilo Halonen      | Finnland           | 181,3  |
| 10   | Sepp Lichtenegger  | Österreich         | 180,5  |
| 10   | Juhani Kärkinen    | Finnland           | 180,5  |

## Innsbruck
Auf der Olympiaschanze von 1964 kam es dann zum mit Spannung erwarteten Duell der Weltmeister von Zakopane, dem Norweger Toralf Engan und Helmut Recknagel. Dies entschied der Norweger deutlich für sich. Durch das erneut gute Abschneiden der bundesdeutschen Springer, hierbei vor allem Max Bolkart und Georg Thoma, rückten diese in der Gesamtwertung auf vordere Platzierungen. Nach dem mit großem Abstand führenden Engan lag Max Bolkart auf Platz zwei, Georg Thoma nur knapp 4 Punkte hinter Yggeseth auf Rang vier.
- Datum: 30. Dezember 1962[2]
- Land:  Österreich
- Schanze: Bergiselschanze

| Zwischenstand nach 2 Springen | Zwischenstand nach 2 Springen | Zwischenstand nach 2 Springen |
| Pos.                          | Springer                      | Punkte                        |
| ----------------------------- | ----------------------------- | ----------------------------- |
| 01.                           | Engan                         | 445,4                         |
| 02.                           | Bolkart                       | 408,1                         |
| 03.                           | Yggeseth                      | 404,7                         |

| Pos. | Springer            | Land               | Punkte |
| ---- | ------------------- | ------------------ | ------ |
| 01   | Toralf Engan        | Norwegen           | 231,2  |
| 02   | Helmut Recknagel    | DDR                | 215,7  |
| 03   | Georg Thoma         | BR Deutschland     | 215,3  |
| 04   | Torgeir Brandtzaeg  | Norwegen           | 213,1  |
| 05   | Kurt Schramm        | DDR                | 212,1  |
| 06   | John Balfanz        | Vereinigte Staaten | 211,1  |
| 07   | Torbjørn Yggeseth   | Norwegen           | 210,1  |
| 08   | Max Bolkart         | BR Deutschland     | 208,8  |
| 09   | Heini Ihle          | BR Deutschland     | 206,8  |
| 10   | Alexander Iwannikow | Sowjetunion        | 205,4  |

## Garmisch-Partenkirchen
Da für das Neujahrsspringen in Garmisch wieder das Startverbot für die DDR-Springer griff, reisten diese ab. Bemerkenswerterweise erklärte sich diesmal nur die Mannschaft der Sowjetunion, die eh nur bis Garmisch teilnehmen wollte, als einzige Ostblockmannschaft solidarisch und nahm ebenfalls am Neujahrsspringen nicht mehr teil. Wenige Tage später trafen sich diese Springer bei Skiwettkämpfen in Kawgolowo wieder. In der Gesamtwertung der Tournee konnte Engan mit seinem dritten Tagessieg in Folge seine Führung weiter ausbauen, nunmehr mit über 50 Punkten Vorsprung vor Max Bolkart. Georg Thoma konnte sich durch seinen zweiten Platz in der Tageswertung auf Rang drei in der Gesamtwertung vorschieben. Allerdings lag der Norweger Yggeseth nur knappe dreieinhalb Punkte hinter ihm.
- Datum: 1. Januar 1963[4]
- Land:  BR Deutschland
- Schanze: Große Olympiaschanze

| Zwischenstand nach 3 Springen | Zwischenstand nach 3 Springen | Zwischenstand nach 3 Springen |
| Pos.                          | Springer                      | Punkte                        |
| ----------------------------- | ----------------------------- | ----------------------------- |
| 01.                           | Engan                         | 675,3                         |
| 02.                           | Bolkart                       | 625,0                         |
| 03.                           | Thoma                         | 617,9                         |

| Pos. | Springer           | Land               | Punkte |
| ---- | ------------------ | ------------------ | ------ |
| 01   | Toralf Engan       | Norwegen           | 229,9  |
| 02   | Georg Thoma        | BR Deutschland     | 217,3  |
| 03   | Max Bolkart        | BR Deutschland     | 216,9  |
| 04   | Niilo Halonen      | Finnland           | 211,4  |
| 05   | John Balfanz       | Vereinigte Staaten | 209,9  |
| 06   | Torbjørn Yggeseth  | Norwegen           | 209,8  |
| 07   | Pekka Yli-Niemi    | Finnland           | 207,4  |
| 08   | Antoni Łaciak      | Polen              | 206,5  |
| 09   | Dalibor Motejlek   | Tschechoslowakei   | 204,4  |
| 10   | Torgeir Brandtzaeg | Norwegen           | 204,0  |

## Bischofshofen
Trotz eines vierten Platzes beim letzten Tourneespringen gewann Engan überlegen die Tour mit einem neuen Rekordvorsprung. Durch seinen Tagessieg konnte sich Engans Landsmann Yggeseth in der Gesamtwertung noch auf Platz zwei an Max Bolkart vorbeischieben. Eher enttäuschend verlief das Springen für Georg Thoma. Der bis dahin in der Gesamtwertung Drittplatzierte kam nur auf Platz 15 ein und verlor so wertvolle Punkte. Am Ende reichte es noch für Rang 6 in der Gesamtwertung.
- Datum: 6. Januar 1963[5]
- Land:  Österreich
- Schanze: Paul-Außerleitner-Schanze

| Pos. | Springer           | Land               | Punkte |
| ---- | ------------------ | ------------------ | ------ |
| 01   | Torbjørn Yggeseth  | Norwegen           | 205,0  |
| 02   | Torgeir Brandtzaeg | Norwegen           | 199,5  |
| 03   | John Balfanz       | Vereinigte Staaten | 197,5  |
| 04   | Toralf Engan       | Norwegen           | 195,4  |
| 05   | Max Bolkart        | BR Deutschland     | 191,8  |
| 06   | Baldur Preiml      | Österreich         | 188,4  |
| 07   | Willy Egger        | Österreich         | 186,8  |
| 08   | Giacomo Aimoni     | Italien            | 186,6  |
| 09   | Max Golser         | Österreich         | 185,6  |
| 10   | Helmut Kurz        | BR Deutschland     | 184,6  |

## Gesamtstand
| Rang | Name               | Nation             | Gesamt- wertung | Oberst- dorf | Inns- bruck | Garmisch- Partenk.- | Bischofs- hofen |
| ---- | ------------------ | ------------------ | --------------- | ------------ | ----------- | ------------------- | --------------- |
| 01   | Toralf Engan       | Norwegen           | 870,7           | 214,2 / 01.  | 231,2 / 01. | 229,9 / 01.         | 195,4 / 04.     |
| 02   | Torbjørn Yggeseth  | Norwegen           | 819,7           | 194,6 / 03.  | 210,1 / 07. | 209,8 / 06.         | 205,0 / 01.     |
| 03   | Max Bolkart        | BR Deutschland     | 816,6           | 199,3 / 02.  | 208,8 / 08. | 216,9 / 03.         | 191,8 / 05.     |
| 04   | John Balfanz       | Vereinigte Staaten | 801,2           | 182,7 / 07.  | 211,1 / 06. | 209,9 / 05.         | 197,5 / 03.     |
| 05   | Torgeir Brandtzaeg | Norwegen           | 800,7           | 182,3 / 08.  | 213,1 / 04. | 204,0 / 10.         | 199,5 / 02.     |
| 06   | Georg Thoma        | BR Deutschland     | 797,3           | 185,3 / 06.  | 215,3 / 03. | 217,3 / 02.         | 179,4 / 15.     |
| 07   | Antoni Łaciak      | Polen              | 759,9           | 177,6 / 13.  | 195,0 / 19. | 206,5 / 08.         | 180,8 / 13.     |
| 08   | Willi Egger        | Österreich         | 758,4           | 191,6 / 05.  | 191,8 / 23. | 188,2 / 19.         | 186,8 / 07.     |
| 09   | Pekka Yli-Niemi    | Finnland           | 746,8           | 167,9 / 25.  | 202,9 / 12. | 207,4 / 07.         | 168,6 / 26.     |
| 10   | Josef Matouš       | Tschechoslowakei   | 742,3           | 176,2 / 15.  | 193,4 / 20. | 197,1 / 12.         | 175,6 / 18.     |